# Зодчий
Зодчий — художник-будівельник, архітектор, творець нових споруд, архітектурних комплексів та будівель. 
Синоніми до слова зодчий — архітектор.

## Історія
Наприкінці XII ст. в літописах згадується зодчий Петро Милонич, який збудував у Києві кам'яну підпірну стіну під горою, яку розмивали води Дніпра.

## Символіка
Урочисто слово "зодчий" може означати творця, будівничого нового. Наприклад, у літературі:
- "І Ленін, зодчий наш, і Партія, вершитель, Вітали велетня [М. Горького], що ми зовемо — вчитель, Що весь народ зове з любов'ю: наш Максим!".[4]
- "Щастя і миру зодчий, Майстер великих робіт, Мирний каховський робочий Впевнено дивиться в світ!".[5]